# Samsung Galaxy Tab S8
Samsung Galaxy Tab S8 — серия планшетов на базе Android, разработанных, разработанных и продаваемых компанией Samsung Electronics. Представленные на мероприятии Samsung Galaxy Unpacked 9 февраля 2022 года, они служат преемником серии Galaxy Tab S7.

## История
Samsung Galaxy Tab S8, S8+ и S8 Ultra были анонсированы 9 февраля 2022 года и выпущены 25 февраля 2022 года.

## Дизайн

### Цвета
Tab S8 и S8+
- Безель
- Графитовый черный
- Серебро
- Розовое золото

Tab S8 Ultra
- Безель
- Графитовый черный

## Технические характеристики

### Аппаратное обеспечение

#### Чипсет
Все планшеты оснащены системой Qualcomm Snapdragon 8 Gen 1 на чипе. SoC основан на технологическом узле 4 нм. Планшеты также оснащены графическим процессором Adreno 730.

#### Хранилище
Galaxy Tab S8 и Tab S8+ доступны в вариантах на 128 и 256 ГБ, а Galaxy Tab S8 Ultra доступен в вариантах на 128, 256 и 512 ГБ, доступны не все варианты емкости. 1 ТБ расширения можно добавить с помощью карты microSD. Базовый объем оперативной памяти составляет 8 ГБ с возможностью увеличения до 16 ГБ.

#### Камера
- Tab S8 и Tab S8+ оснащены фронтальной камерой 12 Мп, F/2,4, а задняя камера состоит из 13 Мп, основной камеры с кулинарным значением 2,0 и 6 Мп и F/2,2.
- Tab S8 Ultra оснащен широкоугольной фронтальной камерой 12 Мп, F/2,2, сверхширокоугольной камерой 12 Мп и F/2,4, задней камерой 13 Мп, основной камерой с кулинарным значением 2,0 и 6 Сверхширокоугольная камера MP и F/2.2[8].

#### Дисплей
- Tab S8 оснащен 11-дюймовым ЖК-дисплеем TFT с разрешением 2560 x 1600 и соотношением сторон экрана 16:10. Частоту сканирования можно регулировать от 48 Гц до 120 Гц.
- Tab S8+ оснащен дисплеем Super AMOLED с разрешением 2800 x 1752 на 12,4 дюйма и соотношением сторон 16:10. Частоту сканирования можно регулировать от 48 Гц до 120 Гц.
- Tab S8 Ultra оснащен дисплеем Super AMOLED с разрешением 2960 x 1848 и размером 14,6 дюйма с соотношением сторон экрана 16:10. Частоту сканирования можно регулировать от 48 Гц до 120 Гц[9].

### Программное обеспечение
Операционная система — Android 12 с One UI 4.1.

## Регионы
Начиная с серии Galaxy Tab S8 коды CSC объединяются. Это означает, что Samsung ускорит процесс обновления прошивки для этих устройств в большем количестве регионов. Меньшее количество кодов для конкретных стран (CSC) означает, что официальные обновления программного обеспечения Samsung будут поступать на местные рынки быстрее.
Некоторые страны в этом списке могут отображаться отдельно в процессе первоначальной настройки.

### OXM
Эта группа CSC относится к остальному миру. Эти коды CSC будут работать для всех вариантов, если не указано иное.
Регионы/операторы, отмеченные звездочкой (*), не могут использоваться с функцией «Вызовы и текстовые сообщения на других устройствах».

#### Южная Корея
Варианты только для Wi-Fi, продаваемые на этом рынке, не имеют кодов CSC для конкретных операторов, но они по-прежнему используют OXM Multi-CSC для расширенной языковой и региональной поддержки, в отличие от своих сотовых аналогов, которые используют OKR Multi-CSC.
- KT
- LG Uplus
- SK Telecom

#### Северная Америка
Варианты только с Wi-Fi, продаваемые на этом рынке, не имеют кодов CSC для конкретных операторов, но они по-прежнему используют OXM Multi-CSC для расширенной языковой и региональной поддержки, в отличие от своих сотовых аналогов, которые используют OYM / OYN и OYA / OYV Multi. CSC для США и Канады соответственно.

#### Канада
- Bell
- Fido
- Freedom Mobile
- Koodo
- Rogers
- Shaw
- Telus
- Virgin Plus

#### США
- AT&T
- T-Mobile
- US Cellular
- Verizon

#### Латинская Америка
- ZBR — это недавно объединенный код CSC для региона Латинской Америки.
- XEH: Венгрия
- XEO: Польша
- XEZ: Чехия
- XSK: Словакия

#### Украина
- Водафон
- Киевстар
- Лайфселл
- ТриМоб

#### Россия
- МТС
- Билайн
- Мегафон
- Теле2

### Страны Кавказа

#### Беларусь
- А1
- МТС
- Жизнь

#### Грузия
- Магтиком
- Силкнет
- Билайн

#### Армения
- Юком
- Вива-МТС
- Билайн (Телеком Армения)

#### Казахстан
- Билайн
- Алтел
- Кселл
- Теле2

### Ближний Восток и Северная Африка
- XSG, ранее предназначенный только для ОАЭ, теперь обслуживает весь ближневосточный регион.
- ACR: Гана (только 5G)
- AFR: Кения (только 5G)
- DKR: Сенегал (только 5G)
- ECT: Нигерия (только 5G)
- EGY: Египет (только 5G)
- МОТ: Израиль
- ILP: Левантийское побережье (только 5G)
- KSA: Саудовская Аравия (только 5G)
- MWD: Марокко (только 5G)
- СКЗ: Казахстан (5G только)
- TUN: Тунис (только 5G)
- ТУР: Турция
- XFA: Южная Африка (только 5G)
- XFV: Vodafone/Vodacom
- XFE: Южная Африка (только 5G)
- XSG: все остальные регионы Ближнего Востока.
- XSG: Аравийский полуостров

### Объединенные Арабские Эмираты
- Катар
- Кувейт
- Бахрейн
- Оман
- Иордания
- Ливан
- Ирак
- Сирия

### Индия
- INS: Индия
- SLK: Шри-Ланка (только 5G)

### Азиатско-Тихоокеанский регион
- XSP, ранее предназначенный только для Сингапура, теперь обслуживает Азиатско-Тихоокеанский регион (Юго-Восточная Азия и Океания). Языки отображения для лаосского, бирманского и кхмерского по-прежнему являются эксклюзивными для этого рынка, несмотря на то, что они присутствуют в прошивке.
- Блокировка региона для варианта только с Wi-Fi теперь добавляет Австралию и Новую Зеландию в Азиатско-Тихоокеанский регион.
- XSP: Азиатско-Тихоокеанский регион
- XME: Малайзия
- XSA: Австралия
- ТЕЛ: Телстра
- XNZ: Новая Зеландия
- XTC: Филиппины

### Материковая часть Юго-Восточной Азии (полуостров Индокитай)
- THL: Таиланд
- CAL: Камбоджа и Лаос
- MYM: Мьянма

### Морская Юго-Восточная Азия (Малайский архипелаг)
- XSP: Сингапур и Бруней
- ММ1: М1 Мобильный
- SIN: СингТел
- STH: Звездный концентратор
- ХХV: Вьетнам

### Китай
- BRI: Тайвань
- TGY: Гонконг и Макао

### Примечание
Как и в случае с предыдущими планшетами, в большинстве регионов функцию «Вызовы и текстовые сообщения на других устройствах» можно активировать только с помощью мобильного телефона, выпущенного оператором мобильной связи в том же регионе, в котором был приобретен планшет. Прежде чем можно будет использовать мобильные телефоны из других регионов, необходимо совершить звонки общей продолжительностью пять минут или более.